# Leszno Kartuskie
Leszno Kartuskie – przystanek kolejowy w Lesznie na linii kolejowej nr 214 Somonino-Kartuzy.

## Historia

### Przed 1979
Kolej dotarła do Leszna wcześnie, bo w 1901 wraz z budową linii kolejowej łączącej Kościerzynę z Kartuzami, lecz aż do 1979 pociągi jeździły tędy bez zatrzymywania się.

### 1979-2002
Przystanek w Lesznie Kartuskim powstał w 1979, zatrzymywały się tu wszystkie pociągi osobowe relacji Kościerzyna-Kartuzy, a potem Somonino-Kartuzy.

### Po 2002
W 2003 roku ruch pociągów osobowych został zamknięty. Po zawieszeniu połączeń pasażerskich przez Leszno przejeżdżają tylko pociągi towarowe, obsługujące od czasu likwidacji przewozów na linii Pruszcz Gdański - Łeba cały ruch towarowy z Kartuzami.  26 czerwca 2010 wznowiono sezonowy ruch pasażerski na trasie Gdynia Gł. – Kartuzy, który był realizowany w wakacyjne weekendy. W następnych latach pociągi jeździły we przez całe wakacje codziennie.

## Linia kolejowa
Przez Leszno przechodzi linia kolejowa nr 214 Somonino-Kartuzy. Jest to północna część dawnej linii kolejowej łączącej Kościerzynę z Kartuzami. Z części środkowej (pomiędzy Gołubiem Kaszubskim a Somoninem), utworzono linię kolejową nr 201 łączącą Nową Wieś Wielką z Gdynią Portem. Pozostała, południowa część została rozebrana. Linia jest jednotorowa, normalnotorowa, niezelektryfikowana.

## Pociągi

### Pociągi osobowe
Ruch pociągów osobowych zawieszono 01.02.2003 r. W latach 2010–14 kursowały pociągi sezonowe Gdynia-Kartuzy. 

## Infrastruktura
Na przystanku Leszno Kartuskie nie ma żadnych semaforów ani innych tego typu urządzeń. Jedyny peron jest jednokrawędziowy, znajduje się na nim metalowa wiata przystankowa służąca za poczekalnię.